# نیوبورو، انگلسی
نیوبورو (به انگلیسی: Newborough) یک روستا در بریتانیا است که در انگلسی واقع شده‌است. نیوبورو ۲٬۲۲۶ نفر جمعیت دارد.